# Oued El Berdi
Oued El Berdi là một đô thị thuộc tỉnh Bouira, Algérie. Dân số thời điểm năm 2002 là 9.221 người.